# 客車のUIC分類記号
客車のUIC分類記号（きゃくしゃのUICぶんるいきごう）では、国際鉄道連合 (UIC) が開発した鉄道の客車を分類する記号の国際的な体系について説明する。UIC記号はそれ以前に多くの国で使われていた、それぞれの国の記号体系を置き換えたものである。客車の種類はアルファベットの文字の組み合わせで表される。しばしばそれに続けて、たとえばドイツ鉄道の場合3桁の形式番号が付される。広義でいえば、客車に表示されている車両番号は、最高速度や暖房装置の種類など技術的な情報を含んでおり、分類の一部と見ることができる。
たとえば、客車の車両番号はすべて表記すると
73 80 29-94 708-7 Bpmbz 293.6
のようになる。この記事では、こうした分類記号がどのような意味を表すのかを説明する。

## 主記号

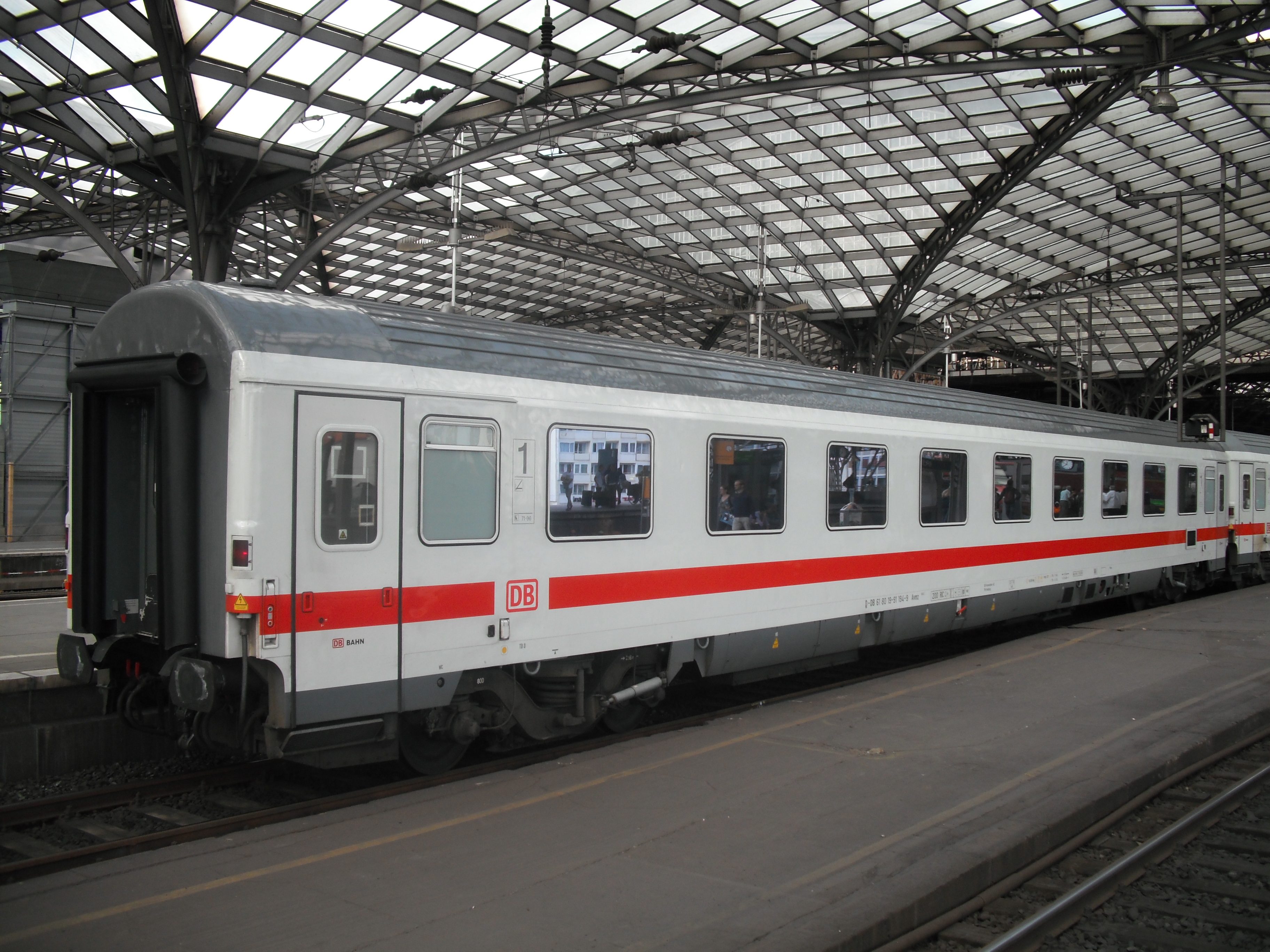
Avmz - 一等コンパートメント客車

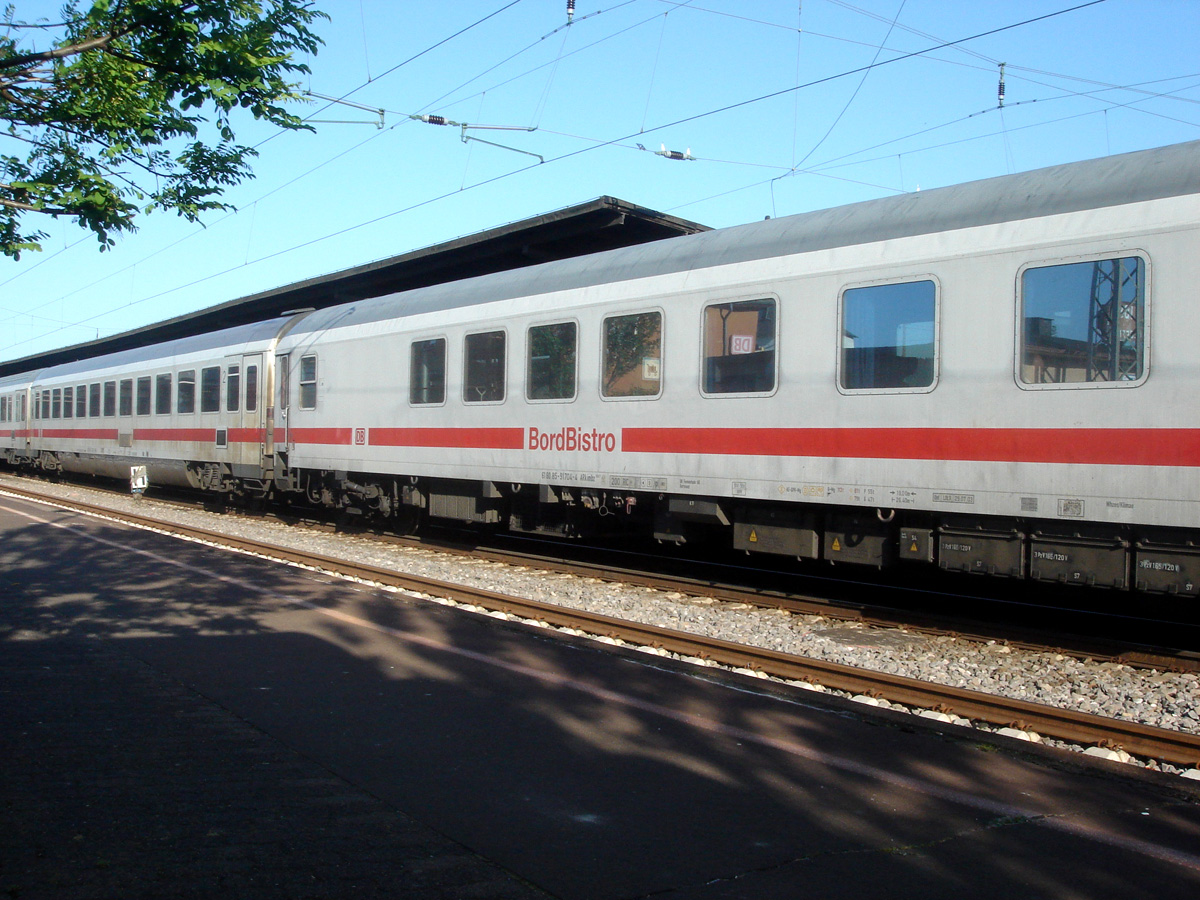
ARkimbz - 元インターレギオの一等・ビストロカフェ合造客車

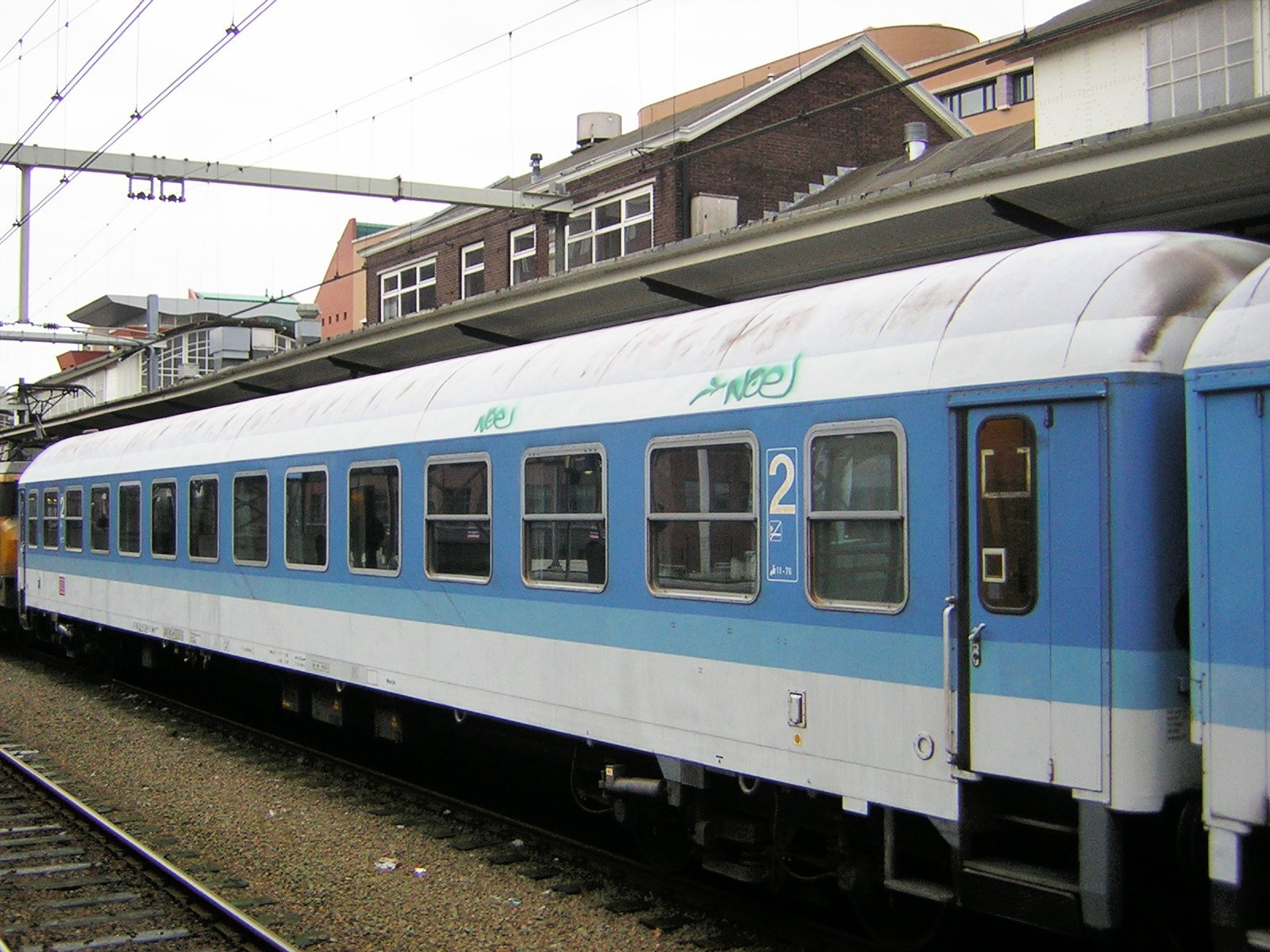
Bimz - 二等インターレギオ客車

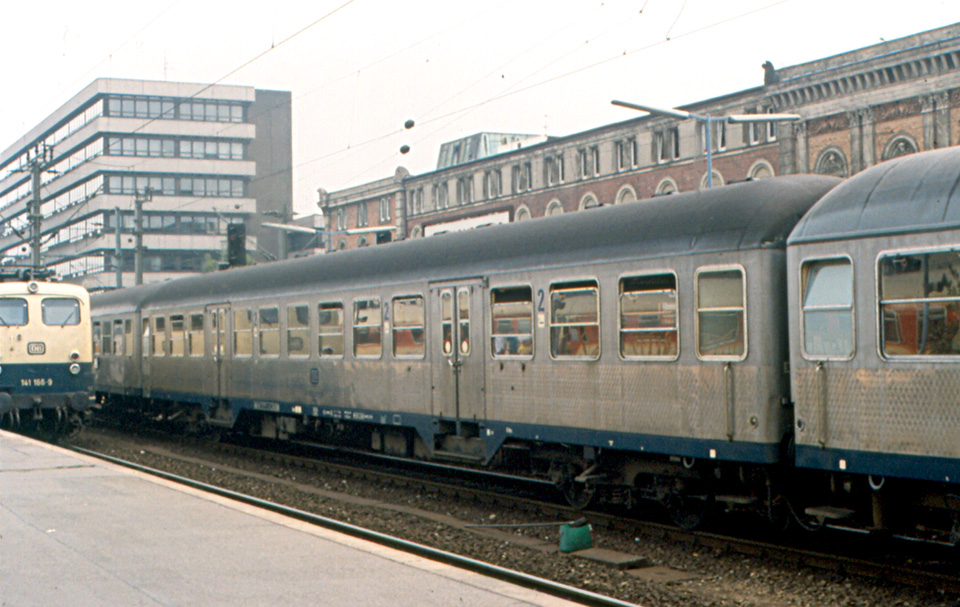
Bnrz - 普通列車用二等客車

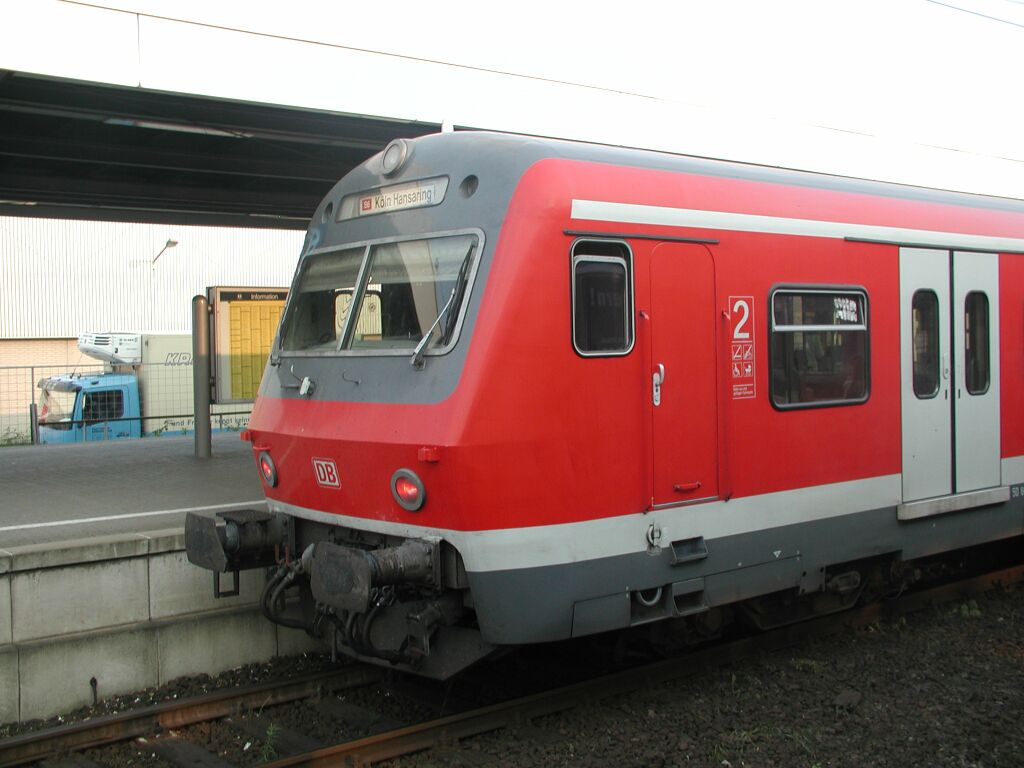
Bxf - Sバーン用二等制御客車

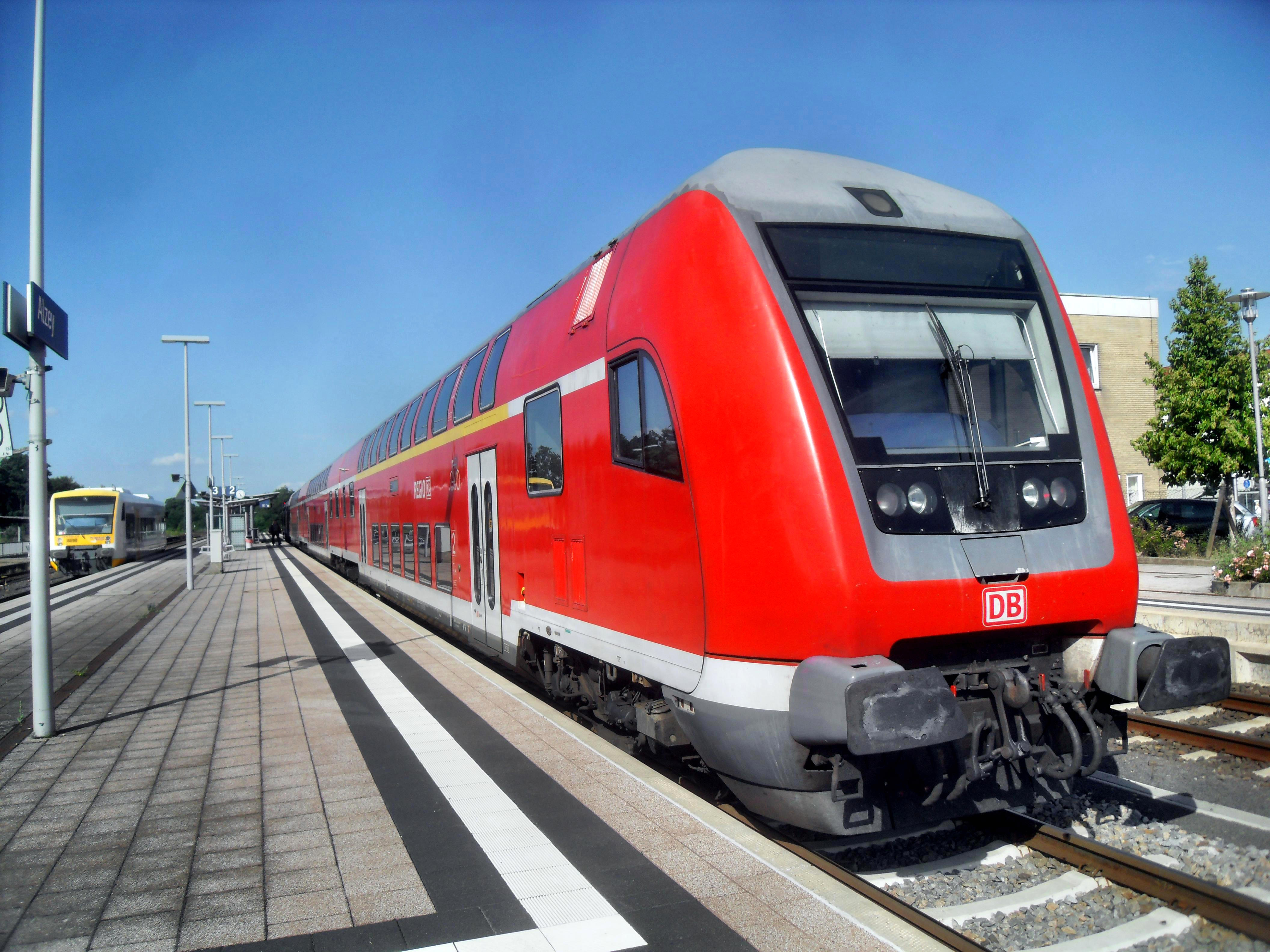
DABpzf - 一等・二等合造開放座席の2階建て制御客車

客車の分類記号は、1文字またはそれ以上の種類をあらわす文字で始まっている。上述の例では大文字のBである。これは客車の一般的な種類をあらわしている。
| A      | 一等車                                                                   |  |
| B      | 二等車                                                                   |  |
| AB     | 一等・二等合造車                                                         |  |
| AR     | 一等車で厨房・供食設備のあるもの                                         |  |
| BC     | 二等車で身体障害者向けスペースのあるもの（ノルウェーのみ）               |  |
| BR     | 二等車で厨房・供食設備のあるもの                                         |  |
| AD, BD | 一等車または二等車と荷物車の合造車                                       |  |
| D      | 荷物車                                                                   |  |
| DA, DB | 一等車または二等車の2階建車両（ドイツのみ）                              |  |
| DD     | 2階建の荷物車（東ドイツ国鉄のみ）                                        |  |
| DD     | 2階建ての車運車で客車タイプのもの（カートレイン専用）                    |  |
| Post   | 郵便車（ドイツのみ）                                                     |  |
| F      | 郵便車（オーストリアのみ）                                               |  |
| FR     | 食堂車またはビュフェで、従業員室または荷物室のあるもの（ノルウェーのみ） |  |
| BPost  | 二等郵便合造車                                                           |  |
| DPost  | 郵便荷物車                                                               |  |
| WG     | クラブカー（ドイツのみ）                                                 |  |
| WGS    | 特別クラブカー（Saloon car、ドイツのみ）                                 |  |
| SR     | クラブカー                                                               |  |
| Salon  | 展望車                                                                   |  |
| WR     | 食堂車                                                                   |  |
| WL…    | 寝台車（AまたはBの記号と組み合わせられる）                               |  |
| K…     | 狭軌鉄道車両（A、B、Dのどれかと組み合わせられる）                        |  |
| Z      | 郵便車（スイスのみ）                                                     |  |
| Z      | 囚人護送車（東ドイツ国鉄のみ）                                           |  |

## 従記号（ドイツ鉄道）
主記号に続けられる小文字のアルファベットは、客車の技術的な設備や付属品を示す。どのように記号が使われるかは部分的には個別の鉄道会社にゆだねられている。ここに示したものはドイツ鉄道で使われている記号を基にしている。
| 従記号 | |
| ------ | --- |
| m      | 全長24.5 m以上の客車で貫通路のあるもの（DDmを除く） |
| l      | mと同じであるが、貫通路のないもの（現在使用されていない） |
| n      | 全長24.5 m以上の普通列車用客車、中央通路式の二等車（12コンパートメント）、中央通路式または側通路式の一等車、2つの中央扉、プッシュプル運転対応（36芯制御線）            |
| y      | 全長24.5 m以上の普通列車用客車、中央通路式の二等車（11コンパートメント）、2つの中央扉、プッシュプル運転対応（34芯制御線）                                              |
| x      | 中央ドアつきSバーン用のオープンサルーン客車、集電用バスバー、中央ドア、高性能ブレーキ                                                                                  |
| p      | オープンサルーン客車で中央扉を持ち、プルマンタイプ、空調つき |
| v      | 長距離用客車で、通常よりコンパートメント数が少ないもの（Bmの12に対して11、Amの10に対して9、ABmの6/5に対して6/4）                                                       |
| o      | mと組み合わせることで、コンパートメント数が少なく空調なしであることを示す                                                                                              |
| i      | mと組み合わせて、インターレギオ用の客車を示す かつては、貫通路はあるが幌がないことを示していた                                                                         |
| c      | コンパートメントつき客車で、座席を簡易寝台（クシェット）に転換可能なもの                                                                                               |
| d      | 多目的室または自転車スペースのある車両 |
| k      | ビュフェ・売店・厨房・自動販売機のどれかがある車両 |
| a      | 自動ドアの装備されている車両（車掌が操作するドアという意味ではなく、乗客の乗降を検知して自動的に動作するドア）                                                         |
| r      | 高性能ブレーキ装備の客車、nと組み合わせるか、郵便車においてのみ用いられる                                                                                              |
| s      | 荷物車では、貫通路のあるもの 寝台車では、特別寝台車（シングルまたはツインベッドの個室）                                                                                |
| b      | 身体障害者用設備のある客車 かつては制御信号線のある客車に使われていた                                                                                                  |
| h      | バスバーおよび車軸発電機の両方から給電可能な客車 あるいは、旧東ドイツ国鉄のものから改造されていない客車                                                                |
| z      | バスバー給電の客車（車軸発電機なし） |
| u      | 34芯のプッシュプル制御線のある客車（東ドイツ式） |
| uu     | 36芯のプッシュプル制御線のある客車（西ドイツ式）、nの記号はこの意味を含んでいる                                                                                        |
| q      | 34芯の制御線のある制御客車、nやyに相当しない近代化されていない車両 |
| f      | 36芯の制御線のある制御客車あるいは時分割多重式プッシュプル制御のある客車 uと組み合わせることで、34芯の制御線のある制御客車または時分割多重式プッシュプル制御のある客車 |

## 従記号（オーストリア連邦鉄道）
オーストリア連邦鉄道では、ドイツ鉄道と異なる従記号を2軸または4軸客車に対して用いている。以下に示す記号は1981年から使われている。2階建車両を示すd、プッシュプル客車を示すl、制御客車を示すsは、ダッシュ記号の後に置かれる（例: Bmpz-ds）。
| 従記号 |                                       |
| ------ | ------------------------------------- |
| c      | 4軸の簡易寝台車（クシェット）         |
| m      | 全長24 m以上の4軸客車                 |
| p      | 中央ドアのある4軸オープンサルーン客車 |
| s      | 貫通路つきの4軸荷物車                 |
| x      | 4軸の急行用荷物車                     |
| z      | 4軸のバスバー給電客車                 |
| h      | 2軸の電気暖房つき客車                 |
| i      | 開放乗降口つきの中央ドアの2軸客車     |
| ip     | 閉鎖乗降口つきの中央ドアの2軸客車     |
| o      | 蒸気暖房なしの2軸客車                 |
| ü      | 幌つき貫通路のある2軸客車             |
| w      | ウェバスト式暖房のある2軸客車         |
| -d     | 2階建客車                             |
| -k     | 運転台つき客車                        |
| -l     | プッシュプル運転用制御線のある客車    |
| -s     | プッシュプル運転用の制御客車          |